# تشارلز ديفيدسون بيل
تشارلز ديفيدسون بيل (بالإنجليزية: Charles Davidson Bell)‏ هو فنان ورسام جنوب أفريقي، ولد في 22 أكتوبر 1813 في فايف (اسكتلندا) في المملكة المتحدة، وتوفي في 7 أبريل 1882 في إنجلترا في المملكة المتحدة.